# Košarkaška liga Srbije 2020-2021
La Košarkaška liga Srbije 2020-2021 è la 15ª edizione del massimo campionato serbo di pallacanestro maschile.

## Stagione
La stagione è la prima ad essere giocata dopo che la stagione precedente non viene terminata per via della pandemia di Covid-19.
La Federazione di pallacanestro serba ha stabilito che le 13 squadre della stagione precedente rimangono nel campionato con l'aggiunta delle prime tre squadre della Košarkaška liga Srbije B. 
Le squadre che partecipano al campionato sono 21. 
|                             | Squadre prima parte di stagione                                                        | Squadre alla fase successiva        |
| --------------------------- | -------------------------------------------------------------------------------------- | ----------------------------------- |
| Regular season (16 squadre) | - 13 squadre della stagione precedente - 3 migliori posizionate nella seconda lega     |                                     |
| Playoffs (8 squadre)        | - 5 squadre ABA Liga squadre (Borac, Crvena zvezda mts, FMP, Mega Bemax, Partizan NIS) | - 3 migliori piazzate in campionato |

## Squadre

### Promozioni e retrocessioni
Squadre promosse dalla Košarkaška liga Srbije B
- Radnički Kragujevac
- Pirot
- Sloga

### Squadre partecipanti
| Squadra           | Città         | Palazzetto              | Capienza |
| ----------------- | ------------- | ----------------------- | -------- |
| Borac             | Čačak         | Borac Hall              | 2,000    |
| Crvena zvezda mts | Belgrado      | Aleksandar Nikolić Hall | 5,878    |
| Dunav             | Stari Banovci | Park Hall               |          |
| Dynamic VIP PAY   | Belgrado      | Ranko Žeravica Hall     | 5,000    |
| FMP               | Belgrado      | Železnik Hall           | 3,000    |
| Kolubara LA 2003  | Lazarevac     | SRC Kolubara            | 1,700    |
| Mega Soccerbet    | Belgrado      | Mega Factory            | 700      |
| Metalac           | Valjevo       | Valjevo Sports Hall     | 1,500    |
| Mladost           | Zemun         | Master Sport Center     | 750      |
| Napredak JKP      | Aleksinac     | Aleksinac Sports Hall   | 1,400    |
| Novi Pazar        | Novi Pazar    | Pendik Sports Hall      | 1,600    |
| OKK Beograd       | Belgrado      | Mega Factory            | 700      |
| Partizan NIS      | Belgrado      | Štark Arena             | 18,386   |
| Pirot             | Pirot         | Pirot Kej Hall          | 835      |
| Radnički          | Kragujevac    | Jezero Hall             | 3,750    |
| Sloboda           | Užice         | Veliki Park Hall        | 2,200    |
| Sloga             | Kraljevo      | Kraljevo Sports Hall    | 3,350    |
| Tamiš             | Pančevo       | Strelište Sports Hall   | 1,100    |
| Vojvodina         | Novi Sad      | SPC Vojvodina           | 7,022    |
| Vršac             | Vršac         | Millennium Center       | 4,400    |
| Zlatibor          | Čajetina      | WAI TAI - STC Zlatibor  | 712      |

## Regular season

### Classifica
| Pos | Squadra          | G  | V  | P  | PF   | PS   | DP   | Pt | Qualificazione o retrocessione            |
| --- | ---------------- | -- | -- | -- | ---- | ---- | ---- | -- | ----------------------------------------- |
| 1   | Mladost          | 30 | 28 | 2  | 2868 | 2583 | +285 | 58 | Playoffs Qualificazione in ABA 2 Liga     |
| 2   | Vojvodina        | 30 | 26 | 4  | 2631 | 2266 | +365 | 56 | Playoffs Qualificazione in ABA 2 Liga     |
| 3   | Zlatibor         | 30 | 19 | 11 | 2625 | 2476 | +149 | 49 | Playoffs                                  |
| 4   | Dynamic VIP PAY  | 30 | 16 | 14 | 2670 | 2600 | +70  | 46 |                                           |
| 5   | Novi Pazar       | 30 | 16 | 14 | 2491 | 2490 | +1   | 46 |                                           |
| 6   | Vršac            | 30 | 15 | 15 | 2617 | 2657 | −40  | 45 |                                           |
| 7   | Sloboda          | 30 | 15 | 15 | 2555 | 2463 | +92  | 45 |                                           |
| 8   | Tamiš            | 30 | 14 | 16 | 2560 | 2554 | +6   | 44 |                                           |
| 9   | Kolubara LA 2003 | 30 | 13 | 17 | 2460 | 2588 | −128 | 43 |                                           |
| 10  | OKK Beograd      | 30 | 12 | 18 | 2525 | 2527 | −2   | 42 |                                           |
| 11  | Radnički         | 30 | 12 | 18 | 2660 | 2725 | −65  | 42 |                                           |
| 12  | Metalac          | 30 | 12 | 18 | 2296 | 2472 | −176 | 42 |                                           |
| 13  | Sloga            | 30 | 11 | 19 | 2431 | 2604 | −173 | 41 |                                           |
| 14  | Dunav            | 30 | 11 | 19 | 2516 | 2684 | −168 | 41 |                                           |
| 15  | Napredak JKP     | 30 | 11 | 19 | 2507 | 2561 | −54  | 41 | Retrocessione in Košarkaška liga Srbije B |
| 16  | Pirot            | 30 | 9  | 21 | 2385 | 2547 | −162 | 39 | Retrocessione in Košarkaška liga Srbije B |

## Playoffs

### Squadre qualificate
| ABA Liga 2020-2021                                      | Regular season                    |
| ------------------------------------------------------- | --------------------------------- |
| Crvena zvezda mts Mega Soccerbet Partizan NIS FMP Borac | Mladost MaxBet Vojvodina Zlatibor |

### Tabellone
|  | Quarti di finale   | Quarti di finale   | Quarti di finale |               |               | Semifinale    | Semifinale | Semifinale |  |  | Finale | Finale | Finale |  |
|  |                    |                    |                  |               |               |               |            |            |  |  |        |        |        |  |
|  | Stella Rossa       | Stella Rossa       | 2                |               |               |               |            |            |  |  |        |        |        |  |
|  | Stella Rossa       | Stella Rossa       | 2                |               |               |               |            |            |  |  |        |        |        |  |
|  | Zlatibor Čajetina  | Zlatibor Čajetina  | 0                |               |               |               |            |            |  |  |        |        |        |  |
|  | Zlatibor Čajetina  | Zlatibor Čajetina  | 0                |               | Stella Rossa  | Stella Rossa  | 2          |            |  |  |        |        |        |  |
|  |                    |                    |                  |               | Stella Rossa  | Stella Rossa  | 2          |            |  |  |        |        |        |  |
|  |                    |                    | Borac Čačak      | Borac Čačak   | 0             |               |            |            |  |  |        |        |        |  |
|  | FMP Belgrado       | FMP Belgrado       | Borac Čačak      | Borac Čačak   | 0             | 0             |            |            |  |  |        |        |        |  |
|  | FMP Belgrado       | FMP Belgrado       |                  |               |               |               |            |            |  |  |        |        |        |  |
|  | Borac Čačak        | Borac Čačak        | 2                |               |               |               |            |            |  |  |        |        |        |  |
|  | Borac Čačak        | Borac Čačak        | 2                |               | Stella Rossa  | Stella Rossa  | 2          |            |  |  |        |        |        |  |
|  |                    |                    |                  |               |               |               |            |            |  |  |        |        |        |  |
|  |                    |                    | Mega Belgrado    | Mega Belgrado | 1             |               |            |            |  |  |        |        |        |  |
|  | Mega Belgrado      | Mega Belgrado      | Mega Belgrado    | Mega Belgrado | 1             | 2             |            |            |  |  |        |        |        |  |
|  | Mega Belgrado      | Mega Belgrado      |                  |               |               |               |            |            |  |  |        |        |        |  |
|  | Vojvodina Novi Sad | Vojvodina Novi Sad | 0                |               |               |               |            |            |  |  |        |        |        |  |
|  | Vojvodina Novi Sad | Vojvodina Novi Sad | 0                |               | Mega Belgrado | Mega Belgrado | 2          |            |  |  |        |        |        |  |
|  |                    |                    |                  |               | Mega Belgrado | Mega Belgrado | 2          |            |  |  |        |        |        |  |
|  |                    |                    | Partizan         | Partizan      | 1             |               |            |            |  |  |        |        |        |  |
|  | Partizan           | Partizan           | Partizan         | Partizan      | 1             | 2             |            |            |  |  |        |        |        |  |
|  | Partizan           | Partizan           |                  |               |               |               |            |            |  |  |        |        |        |  |
|  | Mladost Zemun      | Mladost Zemun      | 0                |               |               |               |            |            |  |  |        |        |        |  |

## Squadre serbe nelle competizioni europee
| Squadra           | Competizione | Andamento      |
| ----------------- | ------------ | -------------- |
| Crvena zvezda mts | EuroLeague   | Regular season |
| Partizan NIS      | EuroCup      | Regular season |

### Squadre in leghe sovranazionali
| Squadra           | Competizione | Andamento      |
| ----------------- | ------------ | -------------- |
| Borac             | ABA Liga     | Regular season |
| Crvena zvezda mts | ABA Liga     | Regular season |
| FMP               | ABA Liga     | Regular season |
| Mega Soccerbet    | ABA Liga     | Regular season |
| Partizan NIS      | ABA Liga     | Regular season |
| Mladost           | ABA 2 Liga   | Regular season |
| Sloboda           | ABA 2 Liga   | Regular season |
| Zlatibor          | ABA 2 Liga   | Regular season |